# Richildis von der Provence

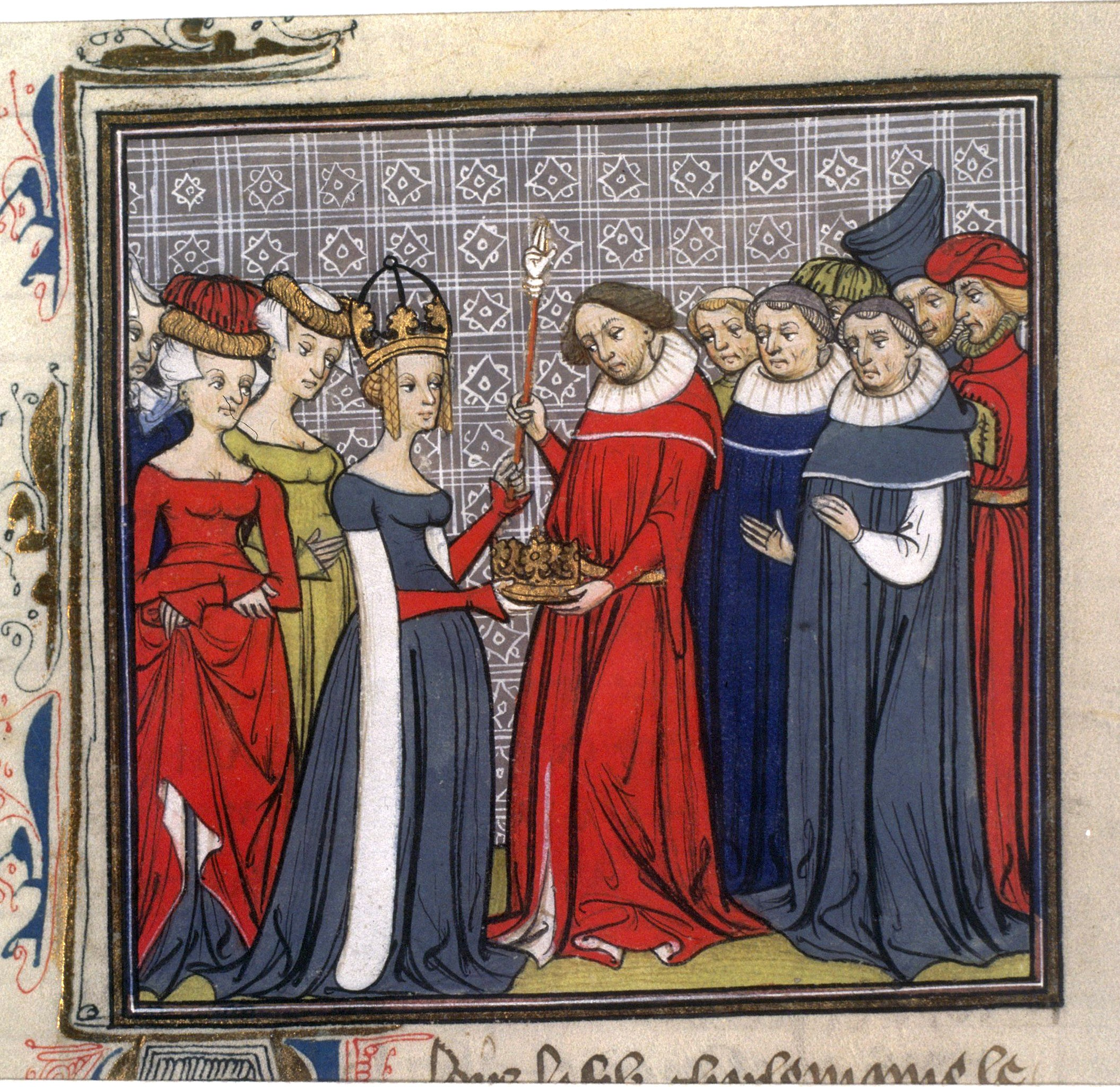
Richildis von der Provence (3. v. l.) übergibt die Herrschaftsinsignien an Ludwig den Stammler (Miniatur in den Grandes Chroniques de France)

Richildis von der Provence (auch Richildis von den Ardennen; * um 845; † 2. Juni 910) war die zweite Frau Kaiser Karls des Kahlen.
Richildis wurde um 845 als Tochter des Grafen Buvinus von Metz und den Ardennen und der Richeut von Arles geboren. Boso von Vienne, der spätere König von Niederburgund, war ihr älterer Bruder. Theutberga, eine Schwester ihrer Mutter, war die Gemahlin König Lothars II. von Lotharingien.
Richildis’ Verwandte unterstützten den westfränkischen König Karl den Kahlen, als dieser sich nach dem Tod Lothars II. im August 869 mit dem ostfränkischen König Ludwig dem Deutschen um die Aufteilung von dessen Herrschaftsgebiet stritt. Im Oktober desselben Jahres, nur wenige Tage nach dem Tod seiner ersten Frau Irmentrud von Orléans, wurde Richildis die Konkubine Karls, zu dessen legitimer Ehefrau sie am 22. Januar 870 aufstieg. Aus der Ehe gingen mehrere Kinder hervor, von denen jedoch nur die Tochter Rothild das Erwachsenenalter erreichte.
Als ihr Ehemann 875 zum ersten Mal nach Italien zog, um sich von Papst Johannes VIII. zum Kaiser krönen zu lassen, übernahm Richildis wichtige Regierungsgeschäfte. Sie organisierte die Verteidigung gegen Ludwig den Deutschen, der Karls Abwesenheit für Einfälle ins Westfrankenreich nutzte, und entließ den Kämmerer Engelramnus, der heimlich mit Ludwig zusammengearbeitet hatte. Auf der Synode von Ponthion im Sommer 876 empfing sie gemeinsam mit ihrem Ehemann die Gesandten des Papstes und ließ sich zusammen mit ihm von der Versammlung huldigen.
Richildis begleitete Karl auf dessen zweitem Italienzug 877 und wurde im September von Papst Johannes zur Kaiserin gesalbt. Als Karlmann, der Sohn und Nachfolger Ludwigs des Deutschen, in Italien einfiel, brachte sie Karls Schatz in der von ihrem Bruder Boso kontrollierten Abtei Saint-Maurice im Wallis in Sicherheit. Danach kehrte sie wieder zu ihrem Ehemann zurück, der Anfang Oktober in Avrieux in Savoyen starb. Richildis versuchte zunächst zu verhindern, dass ihr Stiefsohn Ludwig der Stammler die Nachfolge seines Vaters antrat, ließ sich jedoch dann auf Verhandlungen ein und übergab Ludwig schließlich in Compiègne Karls Testament und die Herrschaftsinsignien.
Als Ludwig der Stammler im April 879 starb, versuchte Richildis, ihrem Bruder Boso den westfränkischen Thron zu sichern. Ihre Pläne wurden aber vom westfränkischen Adel nicht unterstützt. Sie verhalf ihrem Bruder schließlich dazu, König von Niederburgund zu werden, und lebte bis zu ihrem Tod am 2. Juni 910 in dessen Königreich. Sie erlebte noch, wie Bosos Sohn Ludwig der Blinde, ihr Neffe, 901 zum Kaiser gekrönt und 905 von Berengar von Friaul geblendet und gestürzt wurde.

## Nachkommen
- Rothild (* wohl 871; † 928/929), ⚭ um 890 Graf Roger von Maine († 900)
- unsicher: Drogo (* 872/873; † 873/874)
- unsicher: Pippin (* 872/873; † 873/874)
- ein Kind (* 23. März 875; † bald nach der Geburt)
- Karl (* 10. Oktober 876; † vor 7. April 877)[6]